# Ха-ноар ха-овед ве-ха-ломед
Ха-ноар ха-овед ве-ха-ломед (иногда «а-Ноар а-овед ве а-ломед» ивр. הַנֹּעַר הָעוֹבֵד וְהַלוֹמֵד‎, дословно — «Рабочая и учащаяся молодежь») — израильское детское общественное объединение.
Движение связано с Хистадрутом, и воспитывает молодежь в духе социалистического сионизма.

## История
В 1926 г. основана под названием «Ха-Ноар ха-овед», дословно — «Рабочая молодежь»). Целью организации было повышение образования рабочей молодежи в возрасте 13-18 лет, а также улучшения условий и оплаты её труда. В рамках движения действовали вечерние школы, биржи труда (в 1959 вошли в состав государственной службы трудоустройства) и молодёжные группы для подростков с десяти лет. Большинство инструкторов были членами киббуцов. В 1930 г. участники движения основали свой первый киббуц — Наан; всего воспитанники движения основали около 40 кибуцев.
Первым генеральным секретарь — Исраэль Галили.
В 1959 г. к движению присоединилась другая молодёжная организация — «Ха-боним — ха-тнуа ха-меухедет» (Объединенное движение строителей), после чего движение получила свое нынешнее название — «Ха-ноар ха-овед ве-ха-ломед». Объединённое движение строителей возникло в 1950-е годы в результате объединения движения Гордония и части движения «Ха-маханот ха-олим» («поднимающиеся лагеря»).
В 1951 г. в кибуцном движении произошел раскол: Ха-маханот ха-олим также раскололось, и та его часть, которая была связана с основателями киббуцного движения Ихуд ха-квуцот ве-ха-киббуцим, объединилась с Гордонией. В 1970-е годы численность членов Ха-ноар ха-овед ве-ха-ломед достигала 100 тыс. человек. В 1980-90-е годы происходил упадок молодёжных организаций (кроме Бней Акива), и число членов движения постоянно уменьшалось.

## Дрор Исраэль
Как следствие сокращения числа киббуцов, приватизация многих из них, а также существенное отдаление израильского общества от идеологии социализма повлияли на движение. В 2006 г. члены Ха-Ноар ха-овед ве-ха-ломед основали движение «Дрор Исраэль». В этой организацииучаствуют не только школьники, но и около 1200 взрослых — бывших активистов и инструкторов, которые окончили службу в Цахаль. Дрор Исраэль действует в 16 киббуцах, в каждом из которых проживает несколько десятков членов движения, работающих с молодёжными группами.
Движение также занимается защитой прав работающих подростков, организацией образовательных поездок в Польшу по местам массового уничтожения евреев в годы Холокоста.
Активисты Дрор Исраэль оказывали помощь добравшимся до Израиля беженцам из Дарфура, которые спасались от геноцида во время гражданской войны в Судане.
В рамках движения функционируют семь центров дополнительного образования для отстающих в учёбе школьников из городов и районов развития, и предармейский курс.

## Символы движения
Атрибуты движения включают в себя:
- «Пшеница и мотыга» — символизируют работу.
- «Стрела» — символизирует защиту.
- «Оливковые листья», окружающие символ — символизируют мир.
- «Лента», украшенная лозунгом движения — соединяет и объединяет все элементы.

С объединением движений «Хабоним — Ха-тнуа ха-мухедет» и «Ха-Ноар Ха-Овед» в 1959 году символы движений были объединены в один символ. Этот символ использовался движением до 2016 года. Конференция движения, состоявшаяся летом 2015 года, определила, что символ движения должен быть преобразован в двуязычный арабско-ивритский символ, «чтобы углубить равенство и партнерство между всеми членами движения». Новый символ был представлен в октябре 2016 года.
| - Арабский вариант символа - Новый двуязычный вариант символа |